# Dreggers
Dreggers település Németországban, Schleswig-Holstein tartományban. Lakosainak száma 54 fő (2023. december 31.). Dreggers Traventhal és Neuengörs községekkel határos.

## Népesség
A település népességének változása:
| Lakosok száma | 51   | 55   | 51   | 46   | 51   | 54   |
|               | 1975 | 2017 | 2019 | 2021 | 2022 | 2023 |